# たからもの (テレビドラマ)
『たからもの』は、安倍なつみが主演した2005年11月にUSENの無料パソコンテレビGyaOでネット配信された単発ドラマである。阪神・淡路大震災から10年を期に制作された。

## ストーリー
阪神・淡路大震災でたった1人の家族である父を失った千。何事にも後ろ向きでいつのまにか笑顔を失っていた。千はふとしたきっかけで、何事にも前向きなかつての自分と、それを応援する父を思い出す。

## 出演
- 安倍なつみ 武田千
- 村上愛（℃-ute）千の中学生時代
- 森迫永依 千の幼女時代
- 蒲生純一 ガソリンスタンドの店長
- 高賀紘之信 田代マモル
- 小市慢太郎 武田徹郎 千の父
- 佐藤二朗 ガソリンスタンドの客
- 中村誠治郎 ナオキ
- 猪浦里沙 ナオキの彼女
- 洪明花 顧問
- 加来典子 リエ
- 西美子 主婦1
- 杉仲彩 主婦2

## スタッフ
- 脚本：荒井修子
- 音楽：たいせー
- プロデューサー：貴島誠一郎
- 演出：松田礼人

## 主題歌
- 千「たからもの」（hachama、2005年11月30日発売）当初は明かされなかったが[1]、安倍なつみが役名の「千」として歌っている。
  1. たからもの
  2. 青空
  3. たからもの（another side）
  4. たからもの（Instrumental）

## DVD
- 「たからもの」（hachama、2006年3月1日発売） 
メイキング、出演者インタビューあり。武田千役の安倍なつみが本編の収録では会う機会が無かった父親役の小市慢太郎と突然会うドッキリ企画が収録されている。